# Enise Lauterbach
Enise Lauterbach (* 1975 in Frankenthal als Enise Solak) ist eine deutsche Kardiologin mit Zusatzausbildung in Rhythmologie und Therapie der Herzinsuffizienz. Sie war bis 2019 Chefärztin der kardiologischen Abteilung des Zentrums für ambulante Rehabilitation in Trier. Seit März 2020 leitet sie das Start-up-Unternehmen LEMOA medical, das Software für digitale Gesundheitsanwendungen entwickelt.

## Biografie
Enise Lauterbach wuchs als Tochter türkischer Gastarbeiter in Deutschland auf, die Fernsehmoderatorin Fatma Mittler-Solak ist ihre Schwester. Lauterbach studierte bis 2004 Humanmedizin an der Universität Mainz. Nach Staatsexamen und Promotion war sie bis Ende 2008 in der Uniklinik Mainz als Assistenzärztin in der Kardiologie tätig. Nach der Heirat und der Geburt von zwei Kindern erwarb sie 2012 ihren Abschluss als Fachärztin für Innere Medizin und Kardiologie in Trier und spezialisierte sich auf die Behandlung von Herzrhythmusstörungen durch Katheterablation. Ab 2018 leitete Lauterbach eine ambulante kardiologische Rehabilitation in Trier. 2019 kündigte sie ihre Anstellung als Chefärztin.
Mit einer eigenen Firma entwickelte Lauterbach für die Herzinsuffizienz-Therapie einen tragbaren Herzmonitor, der Alarm schlägt, wenn sich der Gesundheitszustand ungünstig entwickelt. Unter dem Namen CONSIL!UM entwickelte Lauterbach ein Instant-Messaging-System für die Kommunikation zwischen Ärzten. Für ihre App wurde Lauterbach 2019 von der Industrie- und Handelskammer Trier mit dem erstmals vergebenen Gründerinnenpreis ausgezeichnet.
Gemeinsam mit ihrem Ehemann Michael Lauterbach, der ebenfalls Kardiologe ist, gründete sie im März 2020 die Firma LEMOA medical. Mit der Gründung eines „Digital Health Hub Trier“ unterstützt sie zudem die regionale Förderung der Digitalisierung im Gesundheitswesen zur Verbesserung der Gesundheitsversorgung. Die Zeitschrift Focus hat Lauterbach 2020 zu einer der wichtigsten 100 Frauen in Deutschland gewählt.

## Publikationen (Auswahl)
- mit M. Lauterbach et al.: Bacteriology of aspiration pneumonia in patients with acute coma. In: Intern. Emerg. Med.. 9(8) 2014 S. 879–885. Epub, 28. August 2014.
- mit N. Hetterich et al.: Toxicity of antihypertensives in unintentional poisoning of young children. In: J. Emerg. Med.. 47(2). 2014. S. 155–62. Epub, 18. April 2014.
- mit M. Lauterbach et al.: C1-esterase inhibitor reverses functional consequences of superior mesenteric artery ischemia/reperfusion by limiting reperfusion injury and restoring microcirculatory perfusion. In: Shock. 27(1). 2007. S. 75–83.
- mit M. Lauterbach et al.: Epidemiology of hydrogen phosphide exposures in humans reported to the poison center Mainz, Germany, 1983-2003. In: Clin Toxicol (Phila) . 43(6). 2003. S. 575–581.